# Canthon obscuriellus
Canthon obscuriellus là một loài bọ cánh cứng trong họ Bọ hung (Scarabaeidae).